# 素粒子 (映画)
『素粒子』（そりゅうし、独: Elementarteilchen）は2006年制作のドイツの映画。ミシェル・ウエルベックの同名小説の映画化。

## キャスト
- モーリッツ・ブライプトロイ：ブルーノ
- クリスティアン・ウルメン：ミヒャエル
- マルティナ・ゲデック：クリスティアーネ
- フランカ・ポテンテ：アナベル

## ストーリー
異父兄弟のブルーノとミヒャエルは別々に育ち、まったく違う人生を歩んでいた。教師となったブルーノは結婚もして一見安定した生活を送っているように見えるが、性的な衝動を抑えることが出来ない。一方、淡白なミヒャエルは分子生物学者となり、研究に没頭していた。